# Cacho Negro
Cacho Negro – wygasły wulkan w Kostaryce.
Cacho Negro wznosi się na wysokość 2136 m n.p.m. i położony jest w centralnej części Parku Narodowego Braulio Carrillo, około 8 km od miejscowości Vara Blanca. Jego stoki pokrywają lasy cyprysowe i sosnowe.